# Coleophora predotella
Coleophora predotella é uma espécie de mariposa do gênero Coleophora pertencente à família Coleophoridae.